# Алек Маккей
Алек Маккей (англ. Alec MacKaye; 1 січня 1966, Вашингтон, США) — американський співак, музикант, найбільш відомий, як учасник хардкор гуртів: The Untouchables, The Faith.
Виступи The Untouchables були легендарно хаотичними, і Алека довелося виносити з кількох концертів після гіпервентиляції та втрати свідомості.
The Untouchables зробили свої перші демо-записи з чотирьох треків в маленькій підвальній студії під назвою Hit & Run навесні 1980 року, і касети розійшлися по всьому місту.
Демо-записи The Untouchables з чотирьох треків через багато років з'явилися на збірках Dischord Records, Flex Your Head та 20 Years of Dischord. 
У середині 1990-х Алек приєднався до гурту The Warmers як вокаліст і гітарист. Він також був учасником таких гуртів, як Ignition, Hammered Hulls. Маккею була присвячена антологія поезії та прози Mondo James Dean (автори антології Richard Peabody та Lucinda Ebersole).

## Особисте життя
Алек Маккей — молодший брат Яна Маккея (співак та гітарист Minor Threat, Fugazi). У часи, коли Алек Маккей був учасником гурту The Warmers, в гурті також виступала Емі Фаріна, яка пізніше вийшла заміж за Яна Маккея. Алек Маккей зображений на обкладинці мініальбому Minor Threat, а згодом — на виданні повної дискографії гурту Minor Threat. Він також зображений на обкладинці мініальбому Minor Disturbance гурту Teen Idles.

## Фільмографія
Інтерв'ю з Алеком Маккеєм можна побачити в документальній стрічці Salad Days.